# Рахимов, Фуркат Жалолович
Фуркат Жалолович Рахимов (узб. Furqat Jalolovich Raximov) — государственный деятель Узбекистана, заведующий сектором подготовки аналитических материалов и координации деятельности подразделений Администрации Президента Республики Узбекистан (с 1 ноября 2022 года). С 21 августа 2017 года до 23 мая 2019 года занимал должность хокима Самарканда. С 23 мая 2019 года до 27 мая 2020 года заместитель министра инвестиций и внешней торговли Республики Узбекистан. С 27 мая 2020 года до 1 ноября 2022 года заведующий Секретариатом по вопросам инвестиций, поддержки экспорта и внешнеэкономических связей Кабинета Министров Республики Узбекистан.

## Биография
С ноября 2006 года работал главным специалистом по вопросам развития легкой промышленности Кабинета Министров Республики Узбекистан, с 12 января 2008 года  до 14 апреля 2017 года руководил сектором хлопкоперерабатывающей и легкой промышленности Кабинета Министров Республики Узбекистан. 15 апреля 2017 года назначен на должность хокима Булунгурского района Самаркандской области. С 19 августа 2017 года хоким города Самарканда. 23 мая 2019 года постановлением Президента Республики Узбекистан назначен на должность заместителя министра инвестиций и внешней торговли. С 27 мая 2020 года назначен на должность заведующего Секретариатом по вопросам инвестиций, поддержки экспорта и внешнеэкономических связей Кабинета Министров Республики Узбекистан.
С 1 ноября 2022 года назначен на должность заведующего сектором подготовки аналитических материалов и координации деятельности подразделений Администрации Президента Республики Узбекистан.